# Cañizar
Cañizar é um município da Espanha na província de Guadalajara, comunidade autónoma de Castilla-La Mancha, de área 15,28 km² com população de 104 habitantes (2004) e densidade populacional de 6,81 hab/km².

## Demografia
| Variação demográfica do município entre 1991 e 2004 | Variação demográfica do município entre 1991 e 2004 | Variação demográfica do município entre 1991 e 2004 | Variação demográfica do município entre 1991 e 2004 |
| --------------------------------------------------- | --------------------------------------------------- | --------------------------------------------------- | --------------------------------------------------- |
| 1991                                                | 1996                                                | 2001                                                | 2004                                                |
| 124                                                 | 125                                                 | 98                                                  | 104                                                 |